# Keratella cochlearis
Keratella cochlearis är en hjuldjursart som först beskrevs av Gosse 1851.  Keratella cochlearis ingår i släktet Keratella och familjen Brachionidae. Arten är reproducerande i Sverige.

## Underarter
Arten delas in i följande underarter:
- K. c. cochlearis
- K. c. pachyacantha
- K. c. polaris